# Альпика-Сервис

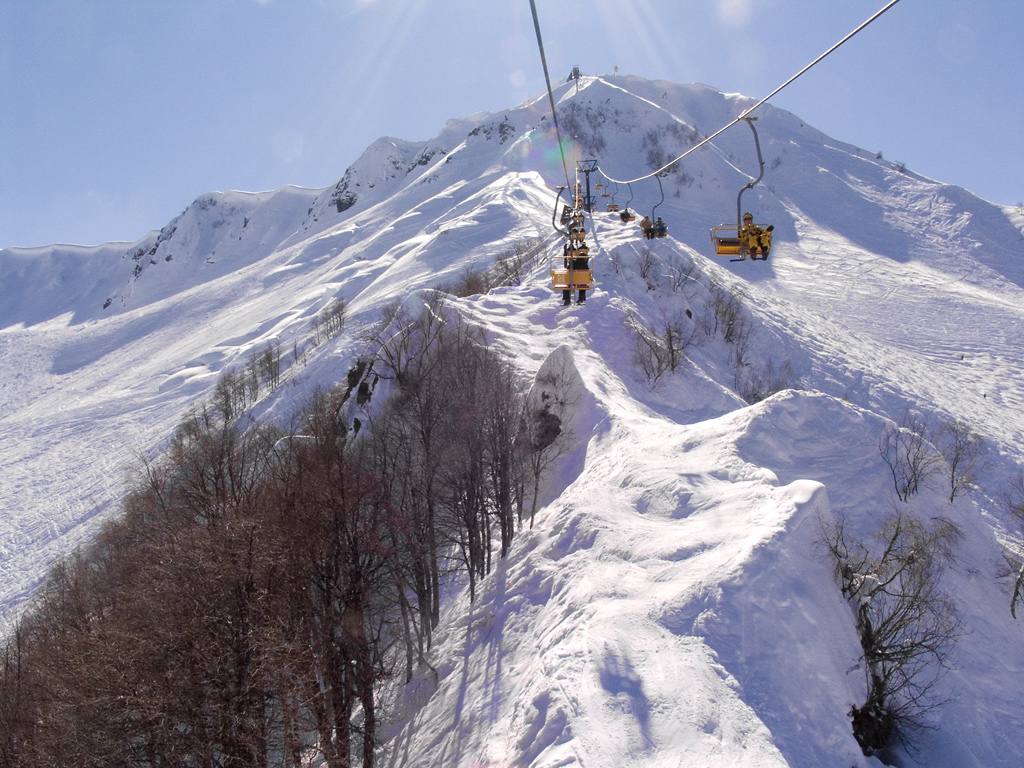
Бывшая четвёртая очередь канатной дороги «Альпика-Сервис» на хребет Аибга (демонтирована в 2012 году)

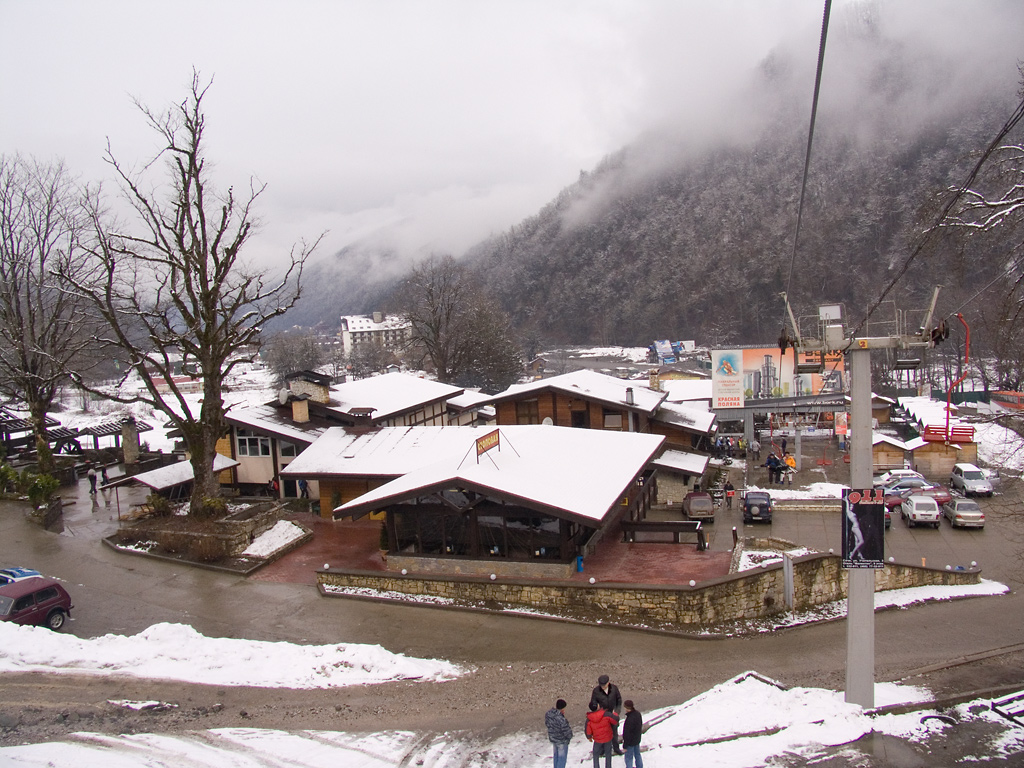
Бывшая нижняя станция горнолыжного комплекса «Альпика-Сервис» (демонтирована в 2012 году)

Кресло бывшей канатной дороги «Альпика-сервис»

А́льпика-Се́рвис — бывший горнолыжный комплекс в Адлерском районе города Сочи (Краснодарский край), ныне входящий в горно-туристический центр ПАО «Газпром».

## История
Сооружения комплекса располагались на территории села Эсто-Садок в Краснополянском поселковом округе на склонах хребта Аибга. Перепад высот на трассах курорта составляет 1698 м (с 540 м до 2238 м) — по этому показателю курорт входил в десятку крупнейших перепадов высот среди горнолыжных курортов мира. В 2008 года объекты горнолыжного комплекса были переданы «Газпрому» и прошли реконструкцию. На месте горнолыжного комплекса функционировал горноклиматический курорт одноименного названия, который, являясь транспортно-пересадочным узлом, предлагал экскурсии на хребет Псехако по новым канатным дорогам ПАО «Газпром».
На территории, прилегающей к комплексу была построена санно-бобслейная трасса, на которой проводились соревнования XXII Зимних Олимпийских игр.
Строительство четырёх очередей двухместной канатной дороги продолжалось с 1993 по 2001 год. В 2005 году параллельно третьей очереди подъёмника была выстроена современная четырёхкресельная канатная дорога. Также действовал учебный склон с бугельным подъёмником.
В 2006—2007 годах горнолыжный комплекс «Альпика-Сервис» стал предметом конфликта между его владельцами и губернатором Краснодарского края Александром Ткачёвым. За это время канатная дорога несколько раз закрывалась по требованию контролирующих органов. По мнению владельцев «Альпики», власти пытаются отобрать у них успешный бизнес.
В 2008 году горнолыжный комплекс «Альпика-Сервис» был приобретён «Газпромом». Сумма сделки составила $15 млн, что, по оценкам экспертов, значительно меньше рыночной стоимости комплекса.